# Hammaptera undulosa
Hammaptera undulosa là một loài bướm đêm trong họ Geometridae.